# Майтрея-Натха
Майтрея-Натха (Maitreya-nātha) (приблизно 270—350 н. е.) — один з засновників школи Йогачара буддизму Махаяни, іншими засновниками були брати
Асанга та Васубандгу. З приводу
Майтрея-Натха існують протилежні думки істориків буддизму. Одні вважають, що мова йде про історичного персонажа, вчителя, який спілкувався з Асангою, інші - про псевдоепіграфіку, коли книги Асанги були приписані
Бодгісаттві Майтреї. В тибетській та в китайській традиціях йому приписують кілька різних списків творів. Епітет "натха" в буддійському гібридному санскриті означає "захисник" [всіх живих істот]. Захисник Майтрея (4-е століття н.е.) не має відношення до шиваїтського напрямку
Натха, засновник якого, за словами Мірча Еліаді, "жив у 12-му столітті, можливо, навіть раніше".

## Твори
- Yogācara-bhūmi-śāstra, Йогачара-бхумі-шастра
- Mahāyāna-sūtrālamkāra-kārikā, Махаяна-сутра-ламкара-каріка
- Dharma-dharmatā-vibhāga, Дхарма-дхармата-вібхага
- Madhyānta-vibhāga-kārikā;, Мадх'янта-вібхага-каріка
- Abhisamaya-alamkāra, Абхісамая-аламкара
- Ratna-gotra-vibhāga, Ратна-готра-вібхага, відома також під назвою Uttaratantrashastra, Уттара-тантра-шастра

Останні п'ять творів називаються П'ятьма Дхармами Майтреї, та їх авторство в різних джерелах приписується Асанзі,
Майтрея-Натху чи обом разом.